# Viking Performance

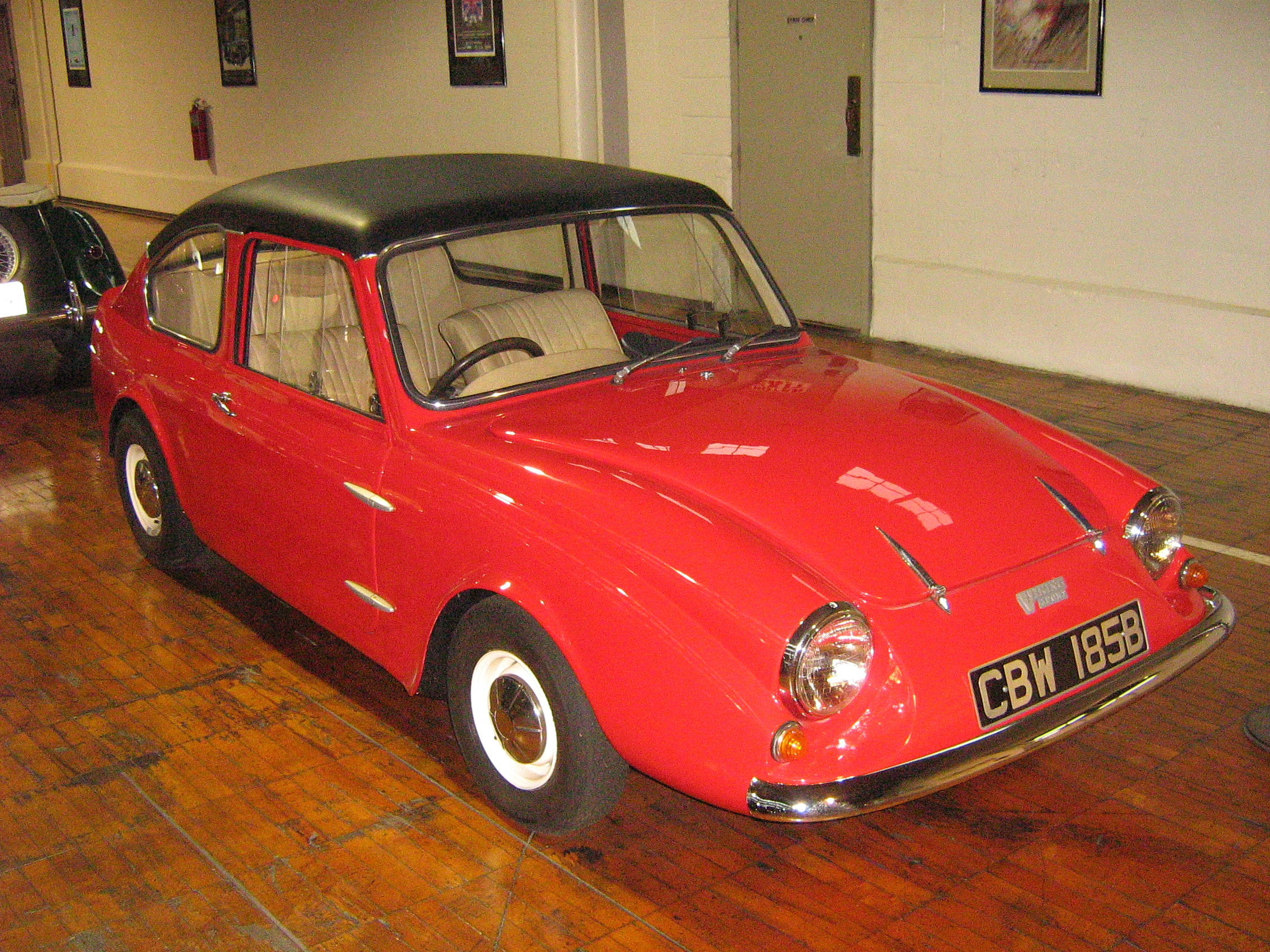
Viking Minisport

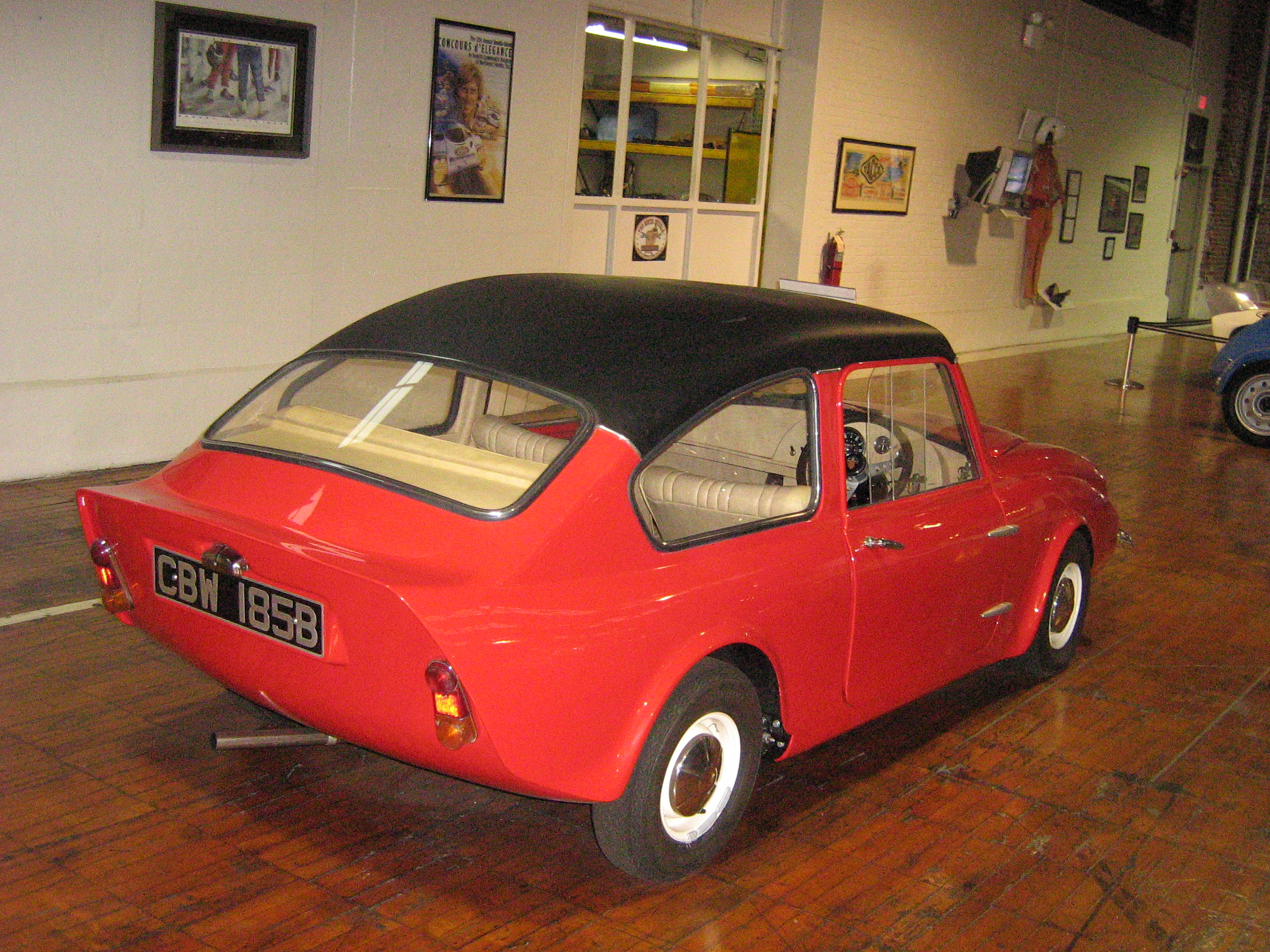
Heckansicht

Viking Performance war ein britischer Hersteller von Automobilen.

## Unternehmensgeschichte
Bill Last, der auch Trident Cars gründete, leitete das Unternehmen aus Woodbridge. 1966 übernahm er von der Peel Engineering Company die Produktion eines Modells und begann mit der Produktion von Automobilen. Der Markenname lautete Viking. Im gleichen Jahr endete die Produktion. Insgesamt entstanden etwa 23 bis 25 Fahrzeuge.

## Fahrzeuge
Das einzige Modell war der Minisport. Es war der Nachfolger des Peel Trident Mini. Die Basis bildete ein Rohrrahmen. Viele Teile wie vorderer und hinterer Hilfsrahmen und Windschutzscheibe kamen vom Mini. Die Coupé-Karosserie bestand aus Fiberglas. Sie bot Platz für 2 + 2 Personen.